# Carol Rodrigues
Carol Rodrigues (Rio de Janeiro, 25 de julho de 1985) é uma escritora brasileira.

## Biografia
É formada em Imagem e Som pela Universidade Federal de São Carlos (UFSCar) e possui a titulação de mestra em Estudos de Performance pela Universidade de Amsterdam. A escritora mora em São Paulo e também trabalha como roteirista e produtora cultural. O seu segundo livro de contos, Os Maus Modos, está para ser lançado em breve, com o apoio do Proac 2014.[carece de fontes?]

## Prêmios
Seu primeiro livro, Sem Vista para o Mar, ganhou os prêmios Jabuti e da Fundação Biblioteca Nacional (Prêmio Clarice Lispector) de 2015, ambos na categoria Contos.

## Obras
- 2014 - Sem Vista para o Mar (contos) - Selo Edith
- 2019 - O Melindre nos Dentes da Besta (romance) - 7Letras